# Autonome Xibe Arrondissement Qapqal
Autonome Xibe Arrondissement Qapqal is een autonoom arrondissement in China. Het is gelegen binnen de Autonome Kazachse Prefectuur Ili, Xinjiang. Het is de enige Xibe autonome arrondissement in de Volksrepubliek China.
Qapgal heeft een grootte van 4430 vierkante kilometer en een populatie van 160.000 mensen (2000). Qapqal betekent "de graanschuur" in het Xibe.